# 東禪寺事件
東禪寺事件是日本幕末攘夷派志士對英國駐日公使館所在的高輪東禪寺（今東京都港區境內）實施的襲擊事件，先後發生於1861年（第一次）和1862年（第二次）。

## 第一次東禪寺事件
文久元年（1861年）5月28日，水戶藩脱藩之14名攘夷派浪士襲擊英國公使阿禮國的事件。
5月28日，尊攘派浪士侵入公使館，計畫襲擊英國公使阿禮國，造成使館秘書和駐長崎領事負傷，阿禮國則在危難中逃走。攘夷派浪士在計畫失敗後逃離現場，有賀半彌、小堀寅吉、古川主馬之介戰死，榊鉞三郎在現場被捕。逃走的浪士在品川的旅館虎屋被包圍，中村貞介、山崎信之介、前木新八郎切腹，石井金四郎被捕。逃離旅館的黑澤五郎、高畑總次郎參加了日後的坂下門外之變。逃往西國的岡見留次郎參加了日後的天誅組之變。
事件後，阿禮國對幕府表達嚴重的抗議，幕府認可英國皇家海軍水兵駐屯公使館，增強日方的警備兵，並支付賠償金。

## 第二次東禪寺事件
文久2年（1862年）5月29日，東禪寺警備之松本藩士伊藤軍兵衛斬殺2名英軍士兵的事件。
東禪寺警備兵之松本藩士・伊藤軍兵衛因憂心自藩負擔過多的警備費用，以及為了防止日本人自相衝突，襲擊代理公使尼爾（Edward St. John Neale）。伊藤在途中殺害2名英國警備兵，但在戰鬥中負傷，所以逃到番小屋（警衛室）自刃。
事件後，幕府命令松本藩主松平光則隱居，但賠償金的交涉尚未完成又發生了生麥事件，最後連同生麥事件的賠償金同時支付。
35°38′03.33″N 139°44′06.52″E / 35.6342583°N 139.7351444°E